# Бруме, Эмилия
Эмилия Бруме (швед. Emilia Augusta Clementina Broomé, 13 января 1866 — 2 июня 1925) — шведская суфражистка и политик.

## Биография
Эмилия Бруме родилась в 1866 г. в Йёнчёпинге. Она была единственным ребёнком апелляционного судьи и помощника судьи Исака Юхана Густава Лотигиуса и Эмилии Августы Клементины Стридбек. Её мать умерла всего через два месяца после родов, и Эмилия воспитывалась отцом. Придерживаясь либеральных политических взглядов, он прививал ей те же принципы.
В 1872—1881 гг. Эмилия училась в начальной школе для девочек. Осенью того же года она поступила в Wallinska skolan в Стокгольме и закончила её весной 1883 г. Тогда же она начала учиться в Уппсальском университете. В 1886—1891 гг. Эмилия работала в Йёнчёпинге учительницей в начальной школе для девочек.
В ноябре 1891 г. Эмилия вышла замуж за Эрика Людвига Бруме — инженера-строителя, сына юриста Густава Бруме, и переехала с ним в Норрчёпинг. В этом браке родилась дочь Биргит Эмилия, но через два года Эрик Бруме умер. Овдовев, Эмилия вернулась в школу и до 1897 г. работать учительницей. В 1898 г. она переехала в Стокгольм и до 1904 г. работала в школе совместного обучения, созданной Анны Витлок. Интерес к педагогике у неё уменьшился, зато с 1902 г., посетив собрание о предоставлении женщинам избирательных прав, она увлеклась политикой в сфере социальных реформ, движения за мир, эмансипацией и правами женщин — эта тема стала целью её жизни. В 1898 г. Эмилия основала Шведскую женскую ассоциацию мира и руководила ею до 1911 г. Также в 1902 г. она вступила в Stockholmsföreningen för kvinnans politiska rösträtt («Стокгольмская Ассоциация за избирательное право женщин») и до 1906 г. была её руководителем. Она также участвовала в Landsföreningen för kvinnans politiska rösträtt («Национальной Ассоциации за избирательное право женщин»).
Значительный вклад Эмилия внесла в Centralförbundet för Socialt Arbete («Центральный союз работников социальной работы»). Она входила в его совет, в 1904—1914 гг. была директором его бюро, а в 1921—1925 гг. возглавляла его. Благодаря своей работе она стала первой женщиной, вошедшей в законотворческую группу (в 1914 г.). В 1911 и 1924 гг. Эмилия избиралась в городской совет Стокгольма. Своей задачей она поставила улучшение условий жизни детей семей с детьми и одиноких женщин. Она боролась за принцип равных профессиональных компетенций и равные оклады мужчинам и женщинам за одну и ту же работу, за юридическую независимость замужних женщин, за обучающие курсы для безработных, за просвещение женщин в политических вопросах. В 1914—1922 гг. она была представительницей в Statens arbetslöshetskommission (Государственной комиссии по безработице). В 1921 году она стала членом правления Государственного института расовой биологии. Соратницами Эмилии Бруме были Анна Витлок, Анна Бугге и Керстин Хессельгрен.
В начале 1920-х гг. её здоровье стало ухудшаться, и она была вынуждена снизить свою политическую активность. В 1925 г. Эмилия Бруме умерла в Стокгольме и была похоронена на кладбище в Сольне.